# Wellblechpalast
Wellblechpalast ist, seit dem 7. Oktober 2001 auch offiziell, der Name der Eissporthalle im Sportforum Hohenschönhausen in Berlin. Es war bis zum Ende der DEL-Saison 2007/08 die Heimat des Eishockeyteams Eisbären Berlin. Heute spielen dort die Nachwuchsmannschaften sowie die Frauen- und die Herrenmannschaften der Eisbären Juniors Berlin. Aktuell fasst der Wellblechpalast offiziell 4695 Zuschauer, davon 1600 auf Sitzplätzen. Die Eisbären Berlin nutzen die Halle als Spielort gelegentlich noch, wenn die Uber Arena nicht zur Verfügung steht oder für die geringere Zuschauerzahl in der Champions Hockey League zu groß wäre. Darüber hinaus ist der Wellblechpalast die Haupttrainingsstätte der Eisbären Berlin. Zeitweise nutzten auch andere Berliner Vereine die Halle, z. B. der Berliner Schlittschuhclub oder FASS Berlin. Der Betreiber der 1964 fertiggestellten Halle ist die Stadt Berlin.

## Geschichte
1958 wurde das noch unüberdachte Eisstadion fertiggestellt. Sechs Jahre später erhielt es eine Überdachung. Die Bezeichnung „Wellblechpalast“ war anfangs eher abwertend von einem Journalisten geprägt worden. In den 1990er Jahren gewann diese Bezeichnung zunehmend Anhänger, bevor am 7. Oktober 2001 die Halle auch offiziell ihren Namen erhielt.

## Internationale Turniere
Die Eishockeymannschaften des SC Dynamo Berlin und später der Eisbären Berlin veranstalteten im Wellblechpalast verschiedene Turniere mit internationaler Beteiligung. Darüber hinaus fand hier vom 9. bis zum 16. April 1995 die IIHF-U18-Europameisterschaft statt, bei der das deutsche Team überraschend Vize-Europameister wurde.
Vom 6. bis zum 8. Oktober 2006 fand im Wellblechpalast das Vorrundenturnier der Gruppe C des IIHF European Women Champions Cup 2006 (EWCC), vom 30. November bis zum 2. Dezember 2007 das Zwischenrundenturnier des EWCC 2007/08 unter der Verantwortung des OSC Berlin statt. In der Saison 2009/10 des European Women Champions Cup fand die Zwischenrundengruppe E vom 4. bis 6. Dezember 2009 im Wellblechpalast statt, vom 12. bis 14. März 2010 wurde dort auch das Finalturnier ausgetragen.
Im Februar 2020 fand in der Halle ein U19-5-Nationenturnier des DEB statt.

## Galerie

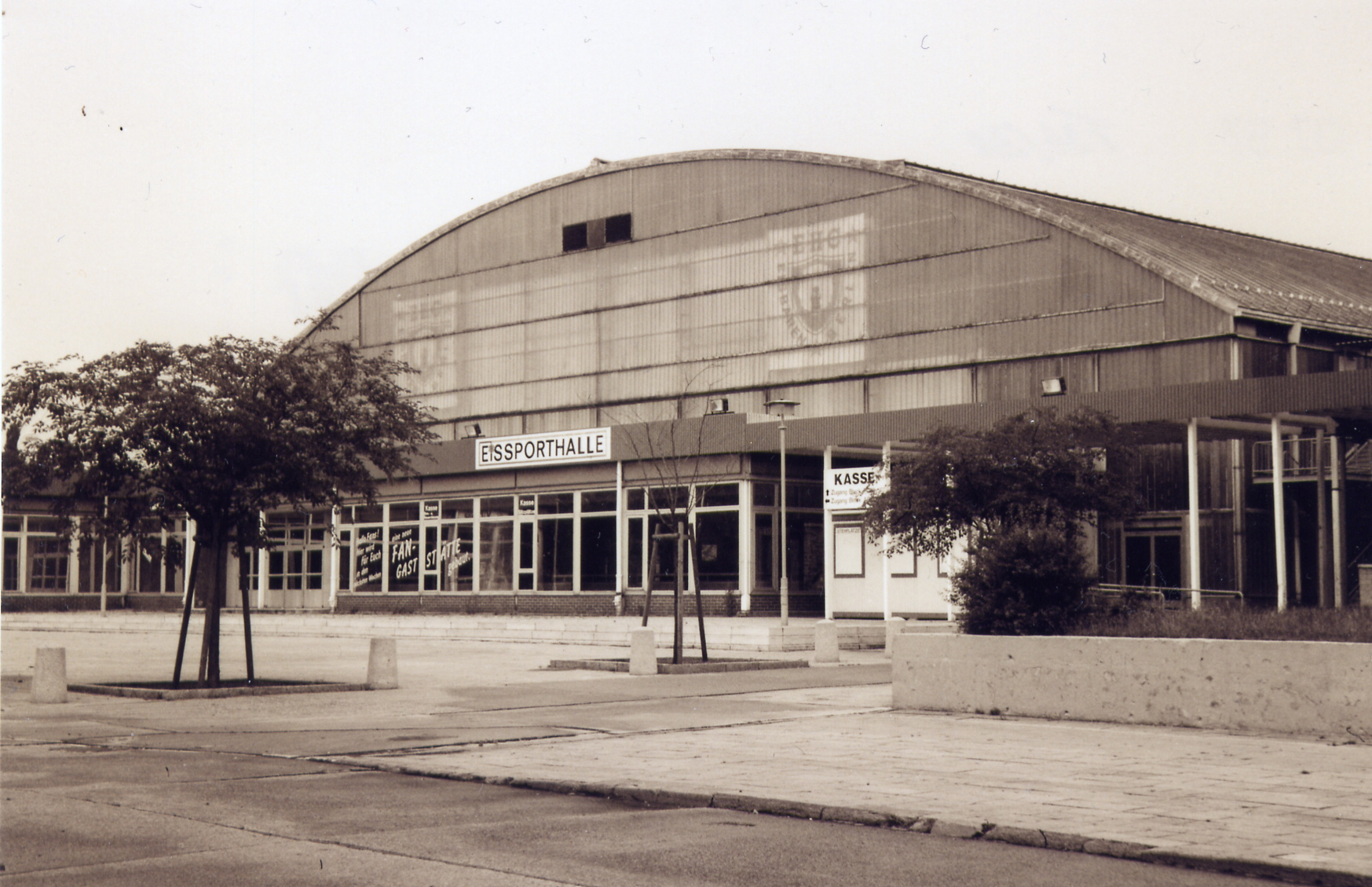
Außenansicht (1997)
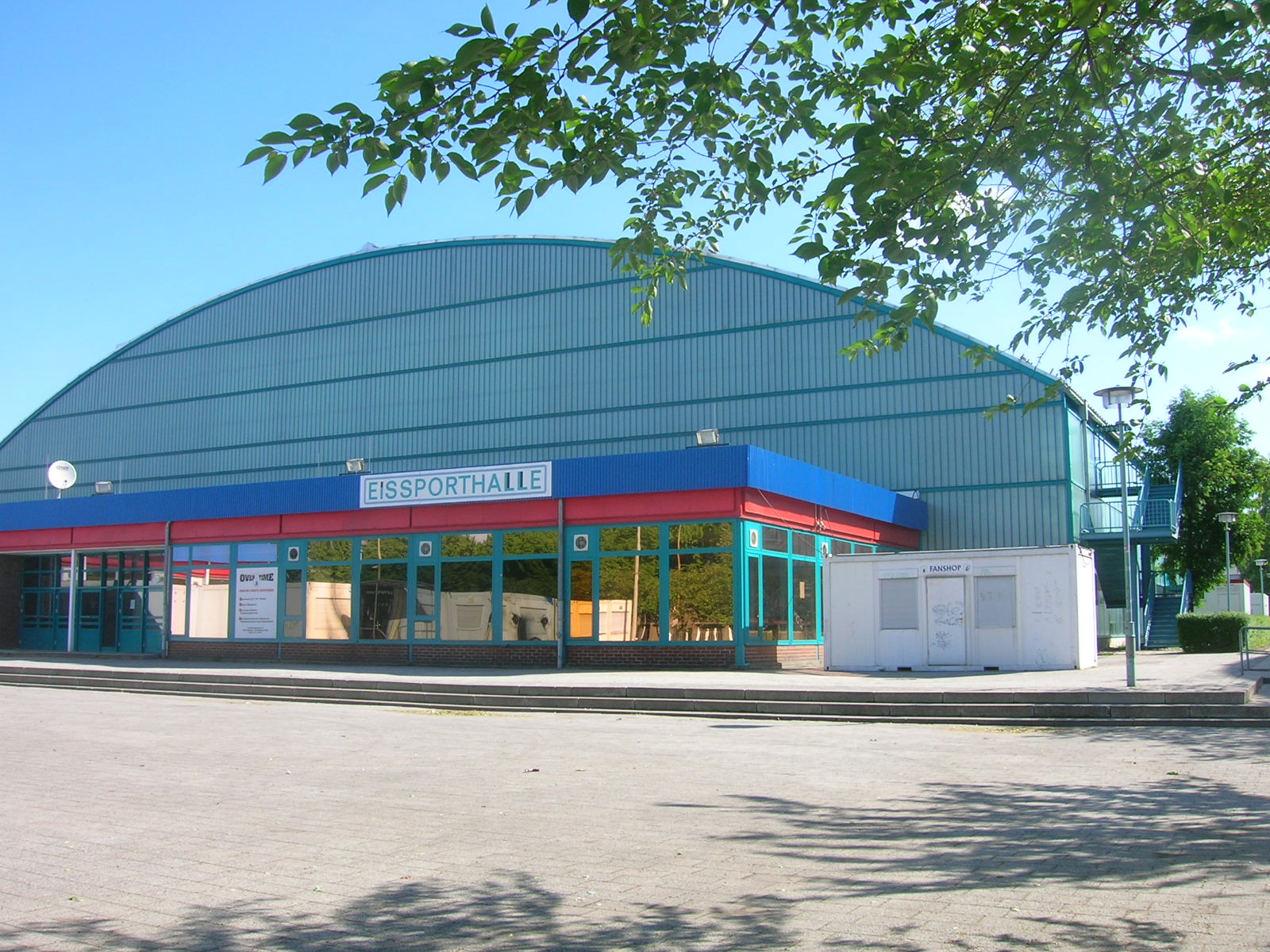
Außenansicht (2006)
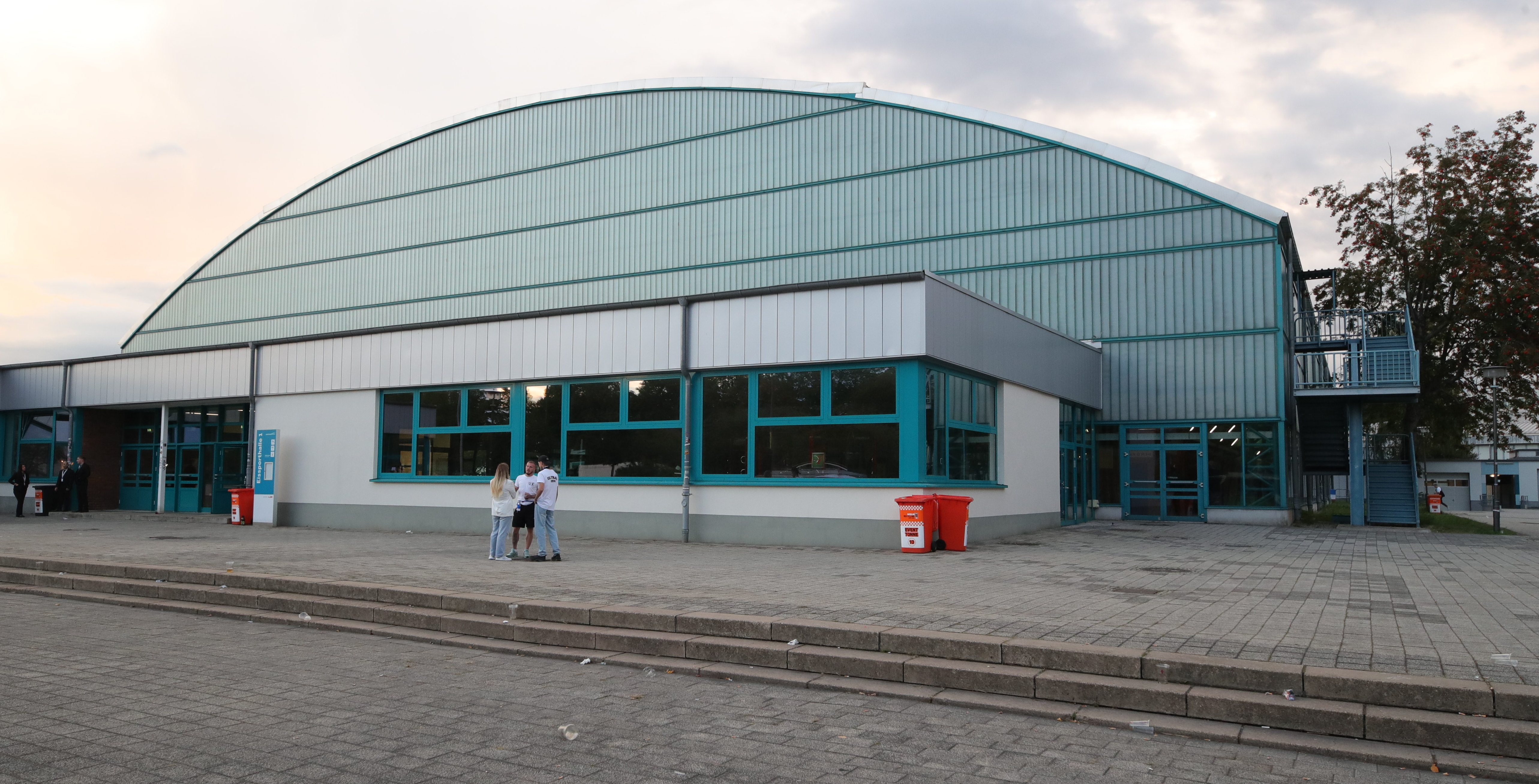
Außenansicht (2022)
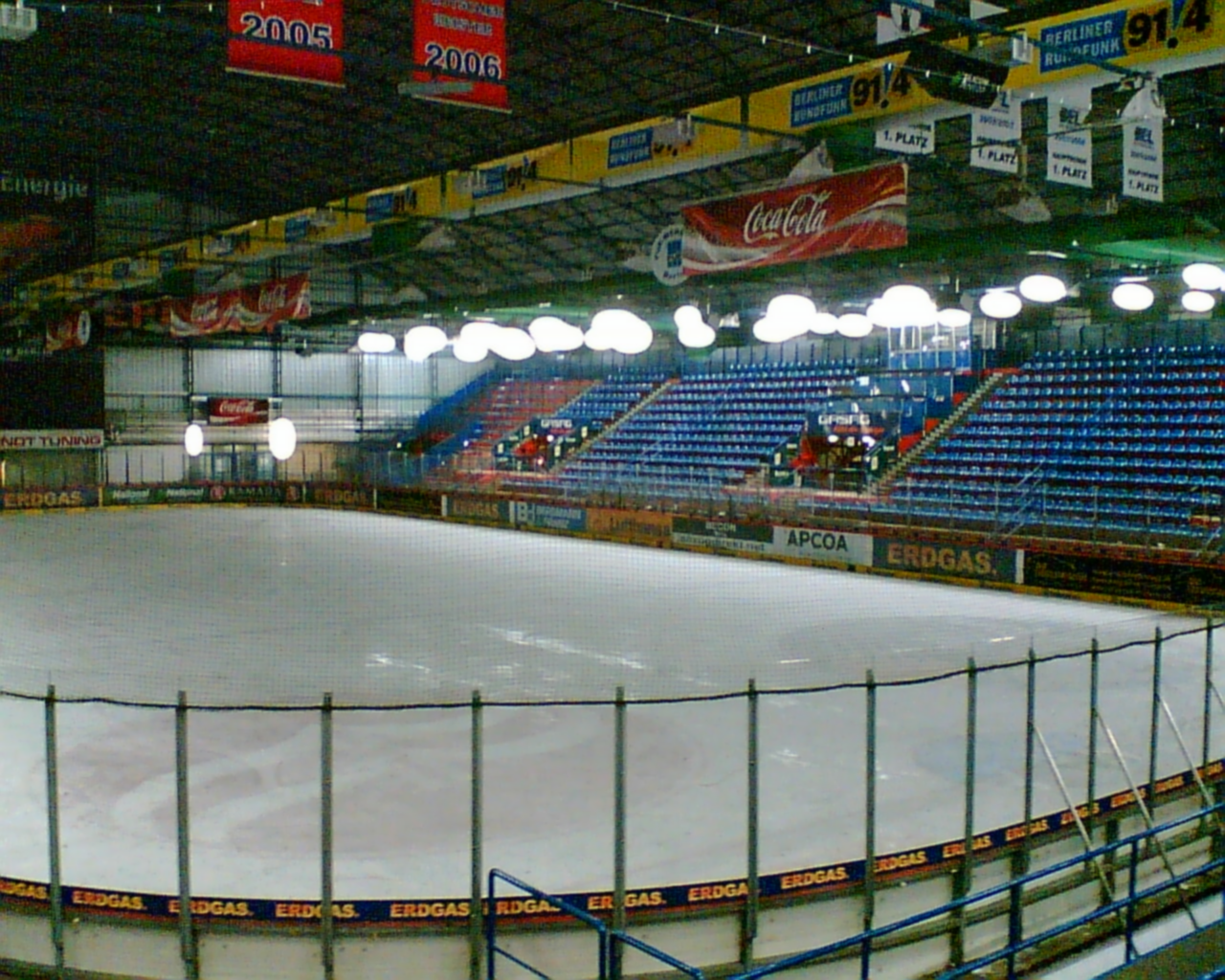
Innenraum (2008)
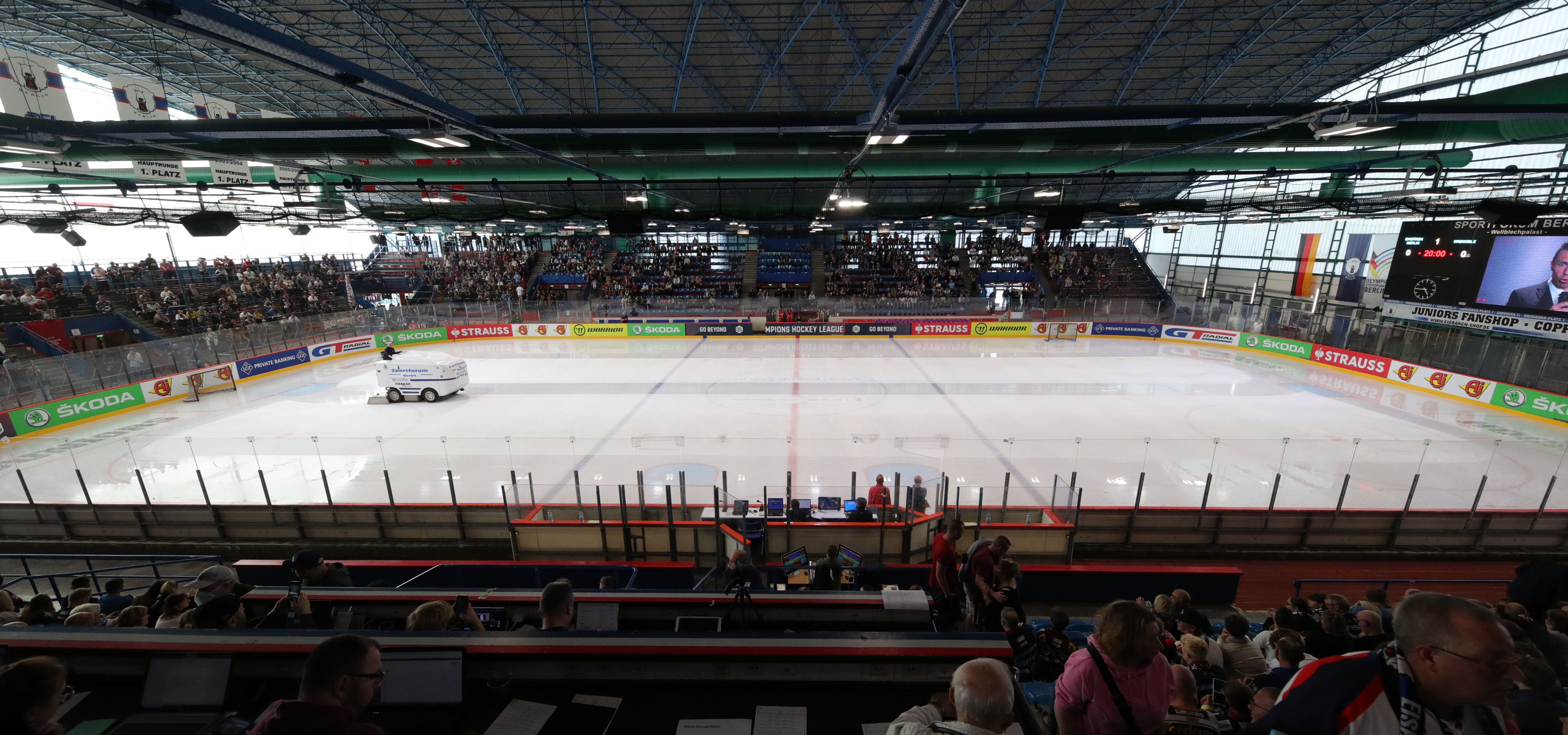
Innenraum (2022)
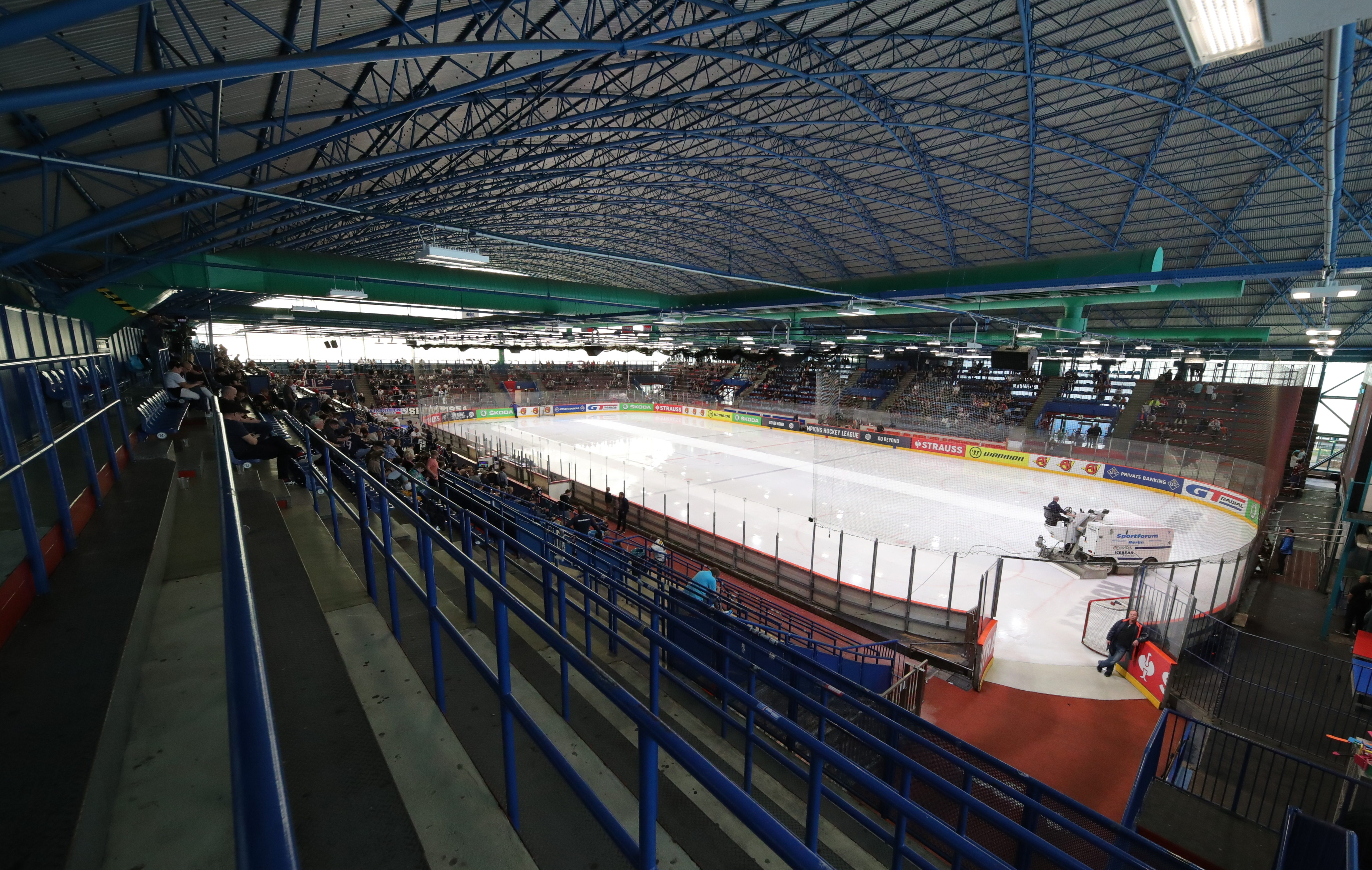
Innenraum (2022)